# Gótico perpendicular
El período del gótico perpendicular es la tercera etapa histórica de la arquitectura gótica inglesa, y debe su nombre a su característico énfasis en la línea recta; también se lo conoce como estilo rectilíneo.
El estilo perpendicular apareció hacia 1350. Era una evolución del estilo curvilíneo (Decorated Style) de finales del siglo XIII y principios del XIV, y perduró hasta mediados del siglo XVI (los términos «perpendicular» y «curvilíneo» no se empleaban en esta época; fueron creados por el historiador Thomas Rickman en su Attempt to Discriminate the Style of Architecture in England (Intento de discriminar los estilos arquitectónicos en Inglaterra; 1812–1815) y todavía se emplean).
En estos estilos arquitectónicos tempranos hay una superposición gradual. Según cambiaban las modas, se introducían elementos innovadores entre otros más conservadores, sobre todo en grandes construcciones, como las iglesias y las catedrales, que se construían (y reformaban) a lo largo de períodos extensos de tiempo. En las muestras más tardías del período curvilíneo, la supresión de los círculos en las tracerías de las ventanas había conducido al empleo de curvas dobles que evolucionaron hacia la tracería flamígera; la introducción de las líneas perpendiculares fue una reacción en sentido contrario.

## Elementos del estilo

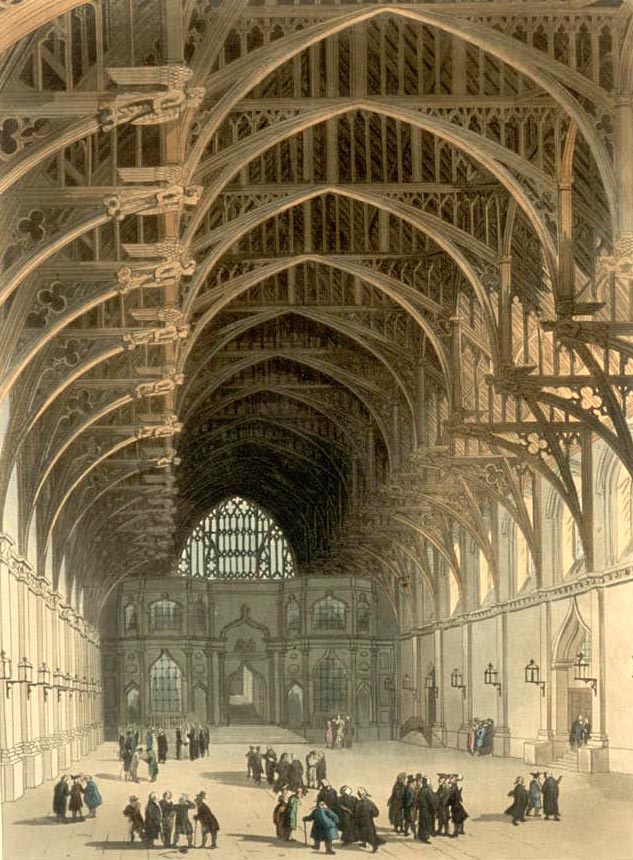
Westminster Hall con su magnífica armadura de cubierta, según una imagen de principios del.

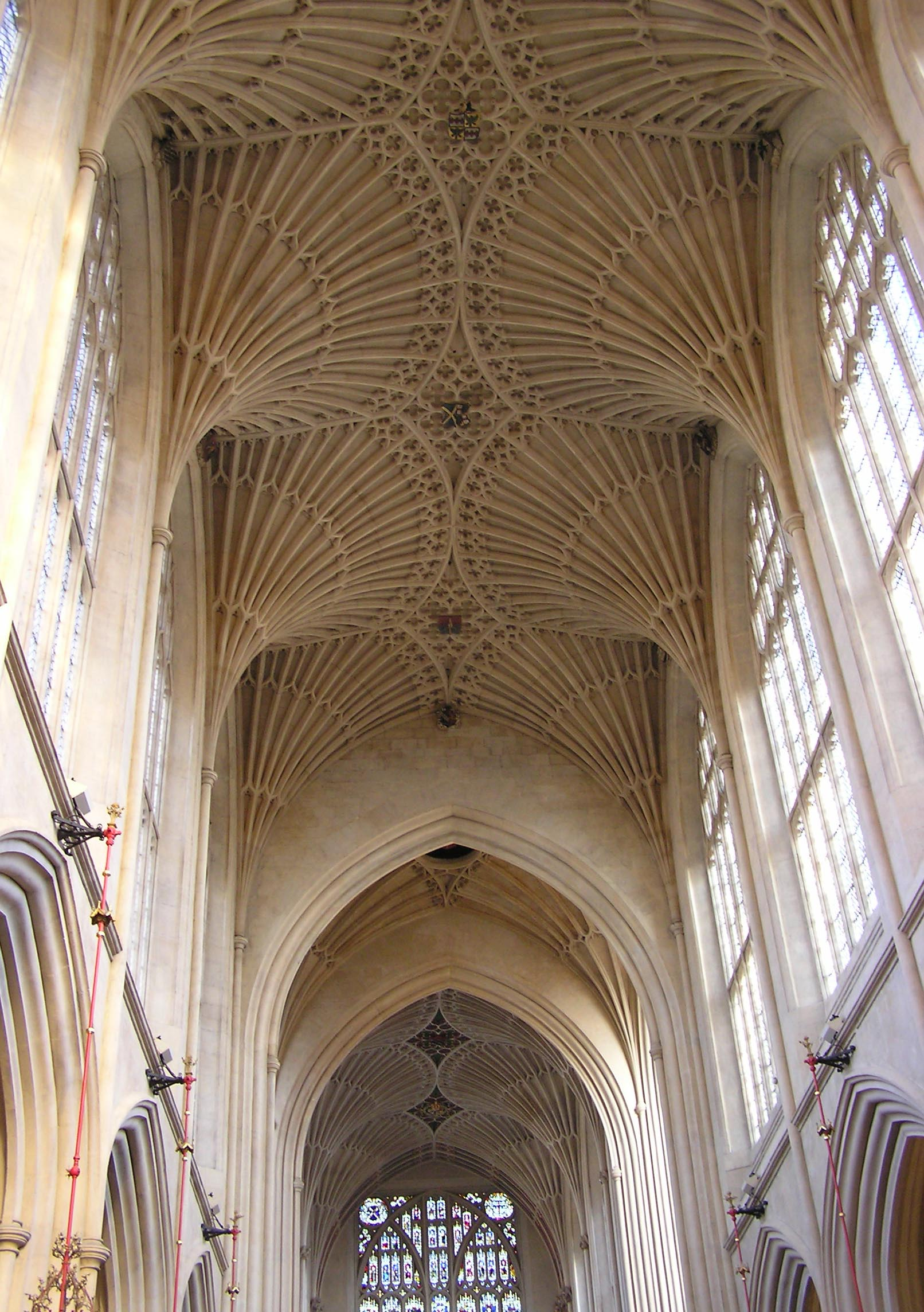
Bóvedas de abanico en la abadía de Bath (restauración)

La linealidad y la perpendicularidad son especialmente claras en el diseño de las ventanas, que alcanzaron tamaños grandes, a veces inmensos, con ajimeces más delgados que en épocas anteriores, lo que dio más libertad a los maestros vidrieros. Aquellos suben hasta los arcos, y la parte superior de la ventana se subdivide por tracería más compleja. Los contrafuertes y los lienzos de muro se dividen asimismo en paneles verticales. Otra novedad importante de este período fue la bóveda de abanico.
Las portadas se enmarcan a menudo en un alfiz, rellenándose las enjutas con cuadrifolios o tracería. Se sigue empleando el arco apuntado, pero también se introducen los arcos conopiales y Tudor.
En el interior de la iglesia, el triforio desaparece o es sustituido por paneles, y se da mayor importancia a las ventanas del claristorio, a menudo los elementos más notables de estas iglesias. Las molduras son más planas que en períodos anteriores, y una de las principales características es la introducción de grandes vanos elípticos.
Algunos de los mejores elementos de este período son los artesonados de madera, como los de Westminster Hall (1395), Christ Church Hall, Oxford y Crosby Hall.

## Ejemplos notables

### Catedral de Gloucester
Las primeras muestras del período perpendicular, de hacia 1360, se encuentran en la catedral de Gloucester, donde los canteros estaban, aparentemente, mucho más avanzados que los de otras ciudades; las bóvedas de abanico de los claustros son de especial calidad.

### Otros ejemplos
Entre otros edificios dignos de mención se encuentran el coro y la torre de la abadía de York (1389–1407); la nave y el crucero oeste de la catedral de Canterbury (1378–1411), y la torre, de finales del siglo XV; las Escuelas Nuevas de Oxford (1380–1386); la capilla Beauchamp, en Warwick (1381–1391); la remodelación de las naves central y laterales de la catedral de Winchester (1399–1419); el transepto y la torre del Merton College de Oxford (1424–1450); la catedral de Mánchester (1422); la torre central de la catedral de Gloucester (1454–1457), y la del Magdalen College, Oxford (1475–1480).
La abadía de Sherborne (1475–c.1580), notable por sus enormes bóvedas de abanico, la abadía de Bath (si bien fue restaurada hacia 1860) y la Capilla de las Damas, de Enrique VII, en la abadía de Westminster (1503–1519) son ejemplos tardíos destacados.
A estos se podrían añadir las torres de la iglesia de St. Giles (Wrexham), Coventry; Evesham, y St. Mary en Taunton, siendo la primera tan magnífica que se la conoce como una de las «Siete Maravillas de Gales». La capilla del Eton College, Eton, la capilla del King's College, Cambridge (1446–1515) y la abadía de Syon también se pueden considerar dentro de este estilo.
El estilo perpendicular ha sido rescatado en épocas más recientes. Un buen ejemplo es el Wills Memorial Building en la Universidad de Bristol (1915–1925).